# Folkets hus, Jörn
Folkets hus, Jörn är ett Folkets hus i Jörn, Skellefteå kommun.

## Historia
Den ursprungliga byggnaden – på Storgatan 25 – tros vara uppförd 1916, då som biografen Röda Kvarn. Fastigheten köptes 1932 av Folkets-hus-föreningen som även lät göra en tillbyggnad på byggnaden. Föreningen lät även uppföra en utedansbana 1935. Folkets hus flyttade till nya lokaler 1957.
År 2011 bedrev Folkets hus bio, motionsdans och bingo. Dessutom hyrdes lokalerna ut till andra föreningar, skola och till fester som bröllop. Byggnaden ägdes då av Skellefteå kommun som sålde fastigheten. I maj samma år meddelade föreningen att all verksamhet skulle läggas ner, med undantag för enskilda arrangemang såsom dans. År 2017 meddelades att föreningen tilldelats 110 000 kronor i stöd från Boverket för att anlägga en grillkåta. Dessutom erhöll föreningen bidrag från kommunen för samma projekt.
Senare förvärvades fastigheten av Jörns Datacentrum AB som ägdes av Örjan Berglund. I lokalerna bedrevs 2023  spelutvecklarbyn Mind Detonator – Game Village Jörn.

## Storgatan 25
Byggnaden på Storgatan 25 har efter att föreningen flyttade därifrån 1957 fungerat som madrassfabrik och lagerlokal. År 2022 inkom en rivningsansökan. Byggnaden hade då stått tom och kallställd i flera år.